# Kosina Gergő
Kosina Gergő (Redondo Beach, 1996. július 11. –) magyar uszonyosúszó, felnőtt és junior világbajnok, felnőtt Európa-bajnok, ötszörös junior Európa-bajnok. A Debreceni Búvárklub versenyzője, edzője Kókai Dávid.

## Sportpályafutása
Gyerekként sok sportágat kipróbált, főként a labdajátékok érdekelték, teniszezett, kosárlabdázott, illetve gyorskorcsolyázott, végül a búvárúszás mellett maradt. Döntésében közrejátszott, hogy ennek a sportnak családjukban generációs hagyománya van, édesapja és nagyapja szintén búvárúsztak. Nagyapja, Kosina Pál a Debreceni Búvárklub egyik alapító tagja. Hatévesen indult első versenyén a Debreceni Búvárklub színeiben.

## Eredményei

### Junior Európa-bajnokság

#### 2011, Miskolc
- 50 méteres uszonyos gyorsúszás: 4. helyezés
- 100 méteres uszonyos gyorsúszás: 3. helyezés
- 200 méteres uszonyos gyorsúszás: 1. helyezés (junior világcsúccsal)

#### 2013, Szczecin
- 50 méteres uszonyos gyorsúszás: 1. helyezés
- 100 méteres uszonyos gyorsúszás: 1. helyezés (junior világcsúccsal)
- 200 méteres uszonyos gyorsúszás: 1. helyezés (junior világcsúccsal)
- 200 méteres felszíni úszás: 1. helyezés (junior világcsúccsal)
- 4 × 100 és 4 × 200-as váltó: 3. helyezés

### Junior világbajnokság

#### 2012, Graz
- 50 méteres uszonyos gyorsúszás: 3. helyezés
- 200 méteres uszonyos gyorsúszás: 1. helyezés (junior világcsúccsal)
- 4 × 200-as váltó: 3. helyezés

### Felnőtt Európa-bajnokság

#### 2012, Lignano Sabbiadoro
- 4 × 100-as váltó: 7. helyezés

#### 2014, Lignano Sabbiadoro
- 50 méteres uszonyos gyorsúszás: 7. helyezés
- 100 méteres uszonyos gyorsúszás: 4. helyezés (a volt világcsúcson belüli idővel)
- 200 méteres uszonyos gyorsúszás: 1. helyezés (világcsúccsal)

### Felnőtt világbajnokság

#### 2013, Kazan (Oroszország)
- 100 méteres uszonyos gyorsúszás: 5. helyezés
- 200 méteres uszonyos gyorsúszás: 1. helyezés (junior világcsúccsal)

#### 2015, Yantai
- 50 méteres uszonyos gyorsúszás: 7. helyezés
- 100 méteres uszonyos gyorsúszás: 6. helyezés[2]

## Rekordjai
200 m uszonyos gyorsúszás:
1.34,68 (2014. augusztus 2.)

## Tanulmányai
A Debreceni Fazekas Mihály Gimnázium speciális matematika tagozatos osztályában érettségizett 2015-ben, majd a Debreceni Egyetem Műszaki Karának hallgatója lett.

## Díjai, elismerései
- Az év magyar búvárúszója (2014,[3] 2016[4])
- Az év junior búvárúszója (2013)
- Hajdú-Bihar megye "Év utánpótlás férfi sportolója" (2012, 2013, 2014)
- A Magyar Köztársaság "Jó tanuló, jó sportolója" (2008)
- Debrecen és Hajdú-Bihar megye "Jó tanuló, jó sportolója" (2008, 2009, 2011)[5]